# باپو (کارگردان)
ساتیراجو لاکشمی نارایانا با نام هنری باپو (انگلیسی: Bapu; ۱۵ دسامبر ۱۹۳۳ – ۳۱ اوت ۲۰۱۴) یک کارگردان، فیلمنامه‌نویس و نقاش اهل کشور هند بود. از فیلم‌هایی که وی کارگردانی کرده می‌توان به ما پنج نفر، بی‌زبان و محبت اشاره نمود.